# Митчелл, Тиффани
Тиффани Симона Митчелл (англ. Tiffany Simone Mitchell; род. 23 сентября 1994 в Шарлотт, Северная Каролина) — американская профессиональная баскетболистка, выступающая в женской национальной баскетбольной ассоциации за команду «Сиэтл Шторм». Была выбрана на драфте ВНБА 2016 года в первом раунде под общим девятым номером командой «Индиана Фивер». Играет на позиции атакующего защитника.

## Ранние годы
Тиффани Митчелл родилась 23 сентября 1994 года в городе Шарлотт (Северная Каролина), дочь Шерил Митчелл, у неё есть старший брат, Тори, а училась она там же в средней школе Провиденс-Дэй, в которой выступала за местную баскетбольную команду.